# Epitonium trevelyanum

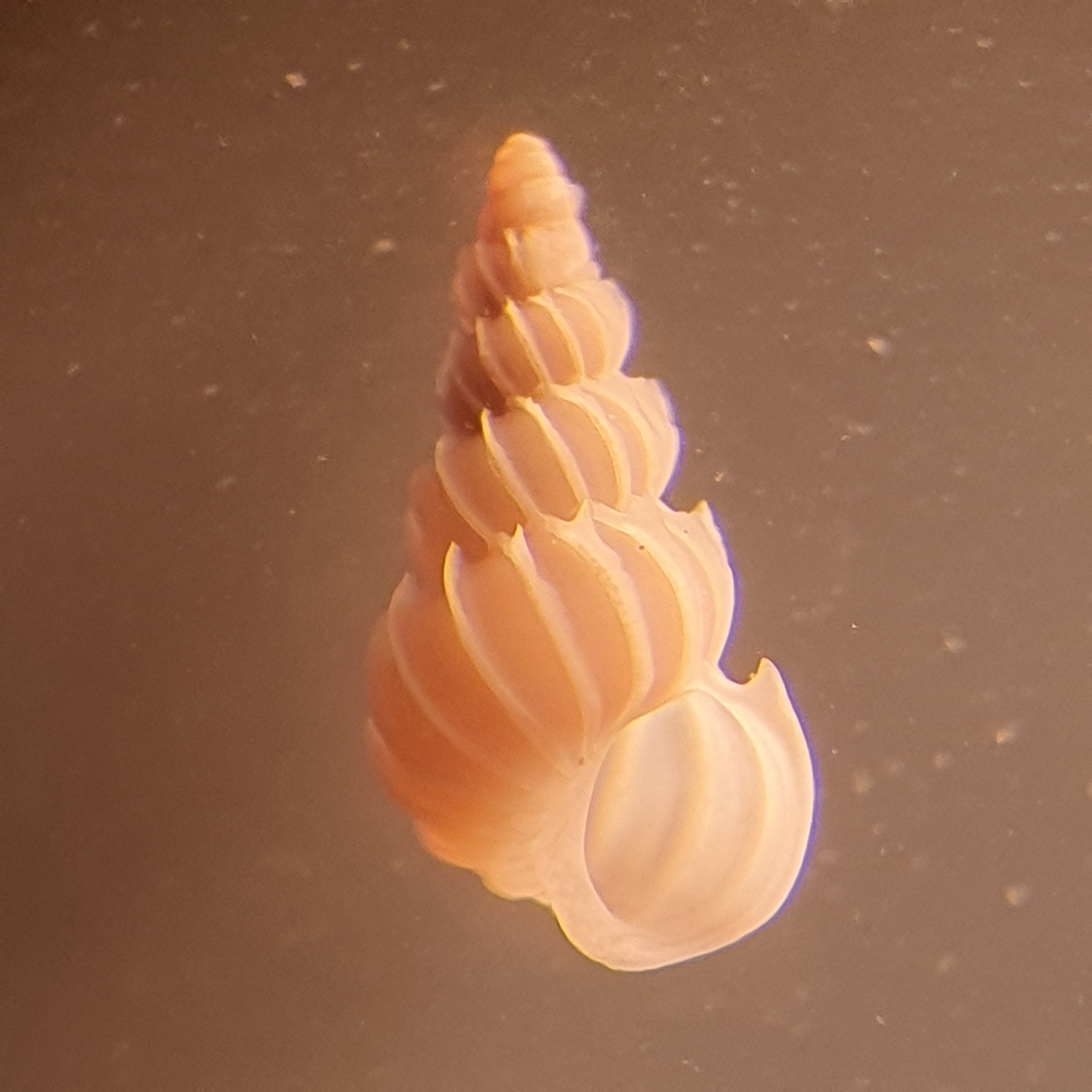

Epitonium trevelyanum is een slakkensoort uit de familie van de Epitoniidae. De wetenschappelijke naam van de soort is voor het eerst geldig gepubliceerd in 1840 door Thompson W..